# Jetzt knallt’s

Jetzt knallt’s – Die Show mit dem Bäng-Moment ist eine deutsche Spielshow, welche seit 2023 bei RTL ausgestrahlt wird. Moderiert wird die Sendung von Laura Wontorra. Fünf Ausgaben wurden Anfang Juli 2022 in den MMC Studios in Köln-Ossendorf aufgezeichnet.

## Konzept
In der Sendung sind unberechenbare Spiele, witzige Aktionen und überraschende Höhepunkte zu sehen, welche unter dem Motto „krachen, knallen, reißen und in die Luft gehen“ stehen. Zwei prominent besetzte Rateteams, angeführt von Comedian Bastian Bielendorfer und Athlet Mathias Mester als Teamkapitäne, stellen sich Fragen wie: „Wann springt der geröstete Toast aus dem Toaster?“, „Wie viele Gummibänder passen um eine Melone, bevor sie platzt?“ oder „Wie viele Gegenstände lassen sich an eine Spaghetti hängen, bevor sie zerbricht?“. Entsprechend werden die Fragen anschließend mit Experimenten aufgelöst. So stellt sich am Ende heraus, welches Rateteam die stärksten Nerven und das beste Gefühl für Timing hatte. Unterstützt wird Moderatorin Laura Wontorra von „Crash Test Dummy“ Detlef Steves, welcher sich den Experimenten stellt.

## Episoden
| Folge | Datum         | prominente Rateteams | prominente Rateteams | prominente Rateteams | prominente Rateteams |
| Folge | Datum         | Team 1               | Team 1               | Team 2               | Team 2               |
| ----- | ------------- | -------------------- | -------------------- | -------------------- | -------------------- |
| 1     | 3. Juli 2023  | Bastian Bielendorfer | Joachim Llambi       | Mathias Mester       | Motsi Mabuse         |
| 2     | 10. Juli 2023 | Bastian Bielendorfer | Caroline Frier       | Mathias Mester       | Pierre M. Krause     |
| 3     |               | Bastian Bielendorfer | Horst Lichter        | Mathias Mester       | Nelson Müller        |
| 4     |               | Bastian Bielendorfer | Panagiota Petridou   | Mathias Mester       | Pascal Hens          |
| 5     |               | Bastian Bielendorfer | Jeanette Biedermann  | Mathias Mester       | Luca Hänni           |

## Einschaltquoten
| Folge | Datum         | Zuschauer Gesamt | 14 bis 49 Jahre | Marktanteil Gesamt | 14 bis 49 Jahre | Quelle      |
| ----- | ------------- | ---------------- | --------------- | ------------------ | --------------- | ----------- |
| 1     | 3. Juli 2023  | 1,41 Mio.        | 0,38 Mio.       | 6,1 %              | 7,9 %           | [ 4 ] [ 5 ] |
| 2     | 10. Juli 2023 | 1,16 Mio.        | 0,36 Mio.       | 5,3 %              | 8,0 %           | [ 6 ]       |
| 3     |               |                  |                 |                    |                 |             |
| 4     |               |                  |                 |                    |                 |             |
| 5     |               |                  |                 |                    |                 |             |